# سیدامامی
سیدامامی نام خانوادگی افراد زیر است:
- احمد سیدامامی (۱۲۸۰-۱۳۵۲)، پزشک ایرانی و نماینده تبریز در مجلس شورای ملی
- کاووس سیدامامی (۱۳۳۲–۱۳۹۶)، جامعه‌شناس و فعال محیط زیست و استاد دانشگاه امام صادق
- رامین سیدامامی معروف به کینگ رام (متولد ۱۳۶۰)، خوانندهٔ ایرانی و فرزند کاووس سیدامامی
- فرزندان نورالسلطنه، شاهزادهٔ قاجار